# Cedarville (Nova Jersey)
Cedarville és una concentració de població designada pel cens dels Estats Units a l'estat de Nova Jersey. Segons el cens del 2000 tenia 793 habitants.

## Demografia
Segons el cens del 2000, Cedarville tenia 793 habitants, 276 habitatges, i 208 famílies. La densitat de població era de 134,9 habitants/km².
Dels 276 habitatges en un 34,1% hi vivien nens de menys de 18 anys, en un 58,3% hi vivien parelles casades, en un 11,2% dones solteres, i en un 24,3% no eren unitats familiars. En el 19,9% dels habitatges hi vivien persones soles el 12,3% de les quals corresponia a persones de 65 anys o més que vivien soles. El nombre mitjà de persones vivint en cada habitatge era de 2,87 i el nombre mitjà de persones que vivien en cada família era de 3,26.
Per edats la població es repartia de la següent manera: un 26,9% tenia menys de 18 anys, un 7,7% entre 18 i 24, un 28,9% entre 25 i 44, un 23% de 45 a 60 i un 13,6% 65 anys o més.
L'edat mediana era de 37 anys. Per cada 100 dones de 18 o més anys hi havia 94,6 homes.
La renda mediana per habitatge era de 46.500 $ i la renda mediana per família de 48.021 $. Els homes tenien una renda mediana de 35.833 $ mentre que les dones 25.962 $. La renda per capita de la població era de 15.446 $. Aproximadament el 2,6% de les famílies i el 3,8% de la població estaven per davall del llindar de pobresa.

## Poblacions més properes
El següent diagrama mostra les poblacions més properes.